# Готлиб, Энтони
Энтони Джон Готтлиб (род. 1956) — британский писатель, историк идей, бывший исполнительный редактор британского еженедельника The Economist.

## Биография
Получил образование в Gonville и Caius College, Кембридж и Университетском колледже Лондона.
С 2017 по 2019 гг. — член колледжа All Souls, Оксфорд. Работал по приглашению в Гарвардском университете; преподавал в CUNY Graduate Center и New School в Нью-Йорке; был приглашенным ученым в Нью-Йоркском университете и научныйм сотрудником Центра Каллмана для ученых и писателей Нью-Йоркской публичной библиотеки. Является сотрудником Нью-Йоркского гуманитарного института и редактором серии «Путеводители по великим книгам».

## The Economist
С 1984 по 2006 год был членом редколлегии еженедельника The Economist ; с 1997 по 2006 год — главный редактор сайта «Economist.com». Ранее работал там же на позициях корреспондента по Британии и редактора по науке и технике. Утверждает, что занялся журналистикой случайно, в качестве «отвлечения от академической философии».

## Труды
Опубликованные книги Готлиба включают «Мечта о разуме: история философии от греков до эпохи Возрождения», «Мечта о Просвещении: Рассвет философии Нового времени» и Сократ. С 1990 года он опубликовал множество статей и рецензий на книги в «Нью-Йорк таймс» на различные темы: от философии и истории до роли говорящих попугаев в литературе и значении секса с роботами, а также в «Нью-Йоркере» о семье Витгенштейнов, Рене Декарте работает над атеизмом, теорией голосования и эволюционной психологией. Его работа также появляется в Intelligent Life и в Wall Street Journal. В настоящее время он работает над третьим томом в своей истории западной философии, который будет охватывать Канта и школы, которые следовали за ним, до наших дней.

### Комментарии
1. ↑  В 2020 г. издана на русском (см. раздел "Литература")